# Damerham
Damerham est un village et une paroisse civile du Hampshire, en Angleterre, situé près de Fordingbridge.

## Géographie

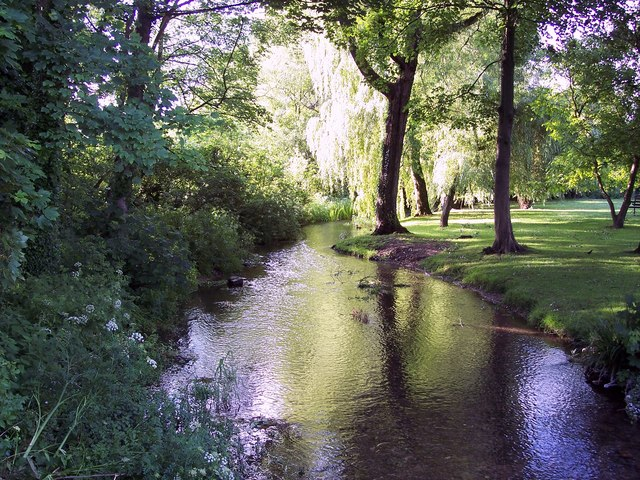
La rivière Allen à Damerham.

Situé au nord-ouest de Fordingbridge et près de la frontière avec le Dorset, le village de Damerham est traversé par la rivière Allen, un affluent de la Stour. Il abrite notamment un moulin et une église normande. Administrativement, il relève du district de New Forest. Damerham était autrefois dans le Wiltshire, mais il a été transféré au Hampshire en 1895.
Au recensement de 2001, la paroisse civile de Damerham comptait 519 habitants.
Elle n'en possède plus que 508 en 2011, en comptant les hameaux de Lopshill et Lower Daggons

## Histoire
Damerham abrite l'un des plus anciens complexes préhistoriques de Grande-Bretagne, qui comprend deux tumulus allongés datant du Néolithique, vers 4000 av. J-C.,. Le site de Soldiers Ring, situé sur une crête dans une zone de champs celtiques, pourrait être un enclos à bétail de la période britto-romaine.
Au haut Moyen Âge, Damerham est la propriété des rois anglo-saxons du Wessex. Le village est mentionné dans le testament du roi Alfred le Grand, à la fin du IXe siècle, qui accorde à la communauté religieuse qui y est implantée le droit de se choisir un protecteur. Entre 940 et 946, le roi Edmond Ier fait don à son épouse Æthelflæd d'une centaine de mansæ de Damerham avec Martin et Pentridge. Damerham était peut-être le lieu de naissance d'Æthelflæd, morte à la fin du Xe siècle. Dans son testament, elle fait don de Damerham à l'abbaye de Glastonbury.
À l'époque du Domesday Book, en 1086, Damerham est un village de taille conséquente, qui compte 80 feux et quatre moulins à eau. Il appartient encore à Glastonbury à cette date. Le moine de Glastonbury Adam de Damerham (en), auteur au XIIIe siècle d'une Historia de Rebus gestis Glastoniensibus, est originaire de Damerham.
L'abbaye conserve Damerham jusqu'à la Dissolution des monastères, au début du XVIe siècle, puis il passe à la couronne. En 1540, le roi Henri VIII loue certaines fermes du manoir de Damerham à Richard Snell pendant 21 ans. Ces mêmes fermes sont acquises par le comte de Salisbury Robert Cecil en 1608 et se transmettent par la suite dans sa famille. En 1544, Henri VIII accorde le manoir de Damerham à sa sixième femme, Catherine Parr, mais il revient à la Couronne à sa mort quatre ans plus tard. La reine Élisabeth Ire le concède à l'évêque de Salisbury Edmund Gheast (en) en 1575 et, à l'exception d'une vente temporaire par le Parlement à William Lytton (en) en 1649, le manoir reste la propriété de ses successeurs sur le siège épiscopal jusqu'en 1863.
Un autre manoir important était le manoir de Little Damerham, propriété de l'abbaye de Glastonbury. L'abbaye de Glastonbury possédait également des terres dans les manoirs de Hyde et de Stapleham ; des terres étaient également détenues par le prieuré de Cranborne et l'abbaye de Tewkesbury, dont le prieuré de Cranborne était une cellule. Un  hide à Lopshill (Lopushale), correspondant à l'actuelle Lopshill Farm, est mentionné dans les limites du manoir de Damerham en 940-946.
L'un des quatre moulins de Damerham est confié à un certain Geoffrey Fitz-Ellis par l'abbé Jean de Glastonbury entre 1274 et 1290. En 1326, Henry Dotenel concède à l'abbé de Glastonbury toutes ses prétentions sur le moulin deWeremulle. Dans le relevé du manoir de 1518, le moulin appelé Lytellmyle est mentionné. Ce moulin se trouvait probablement près du pont Littlemill à North End, mais il a maintenant disparu. Le dernier moulin existant est situé dans le village même, sur la rivière Allen.
Le parc de Damerham est mentionné en 1226 et en 1283 et, à la dernière date, il contenait des cerfs. En 1518, le parc, qui contenait 125 acres (50,6 ha) de bois, était divisé en trois taillis, Edmundshay, Middle Coppis et Drakenorth Coppis Apparemment, il a été démembré avant 1540.

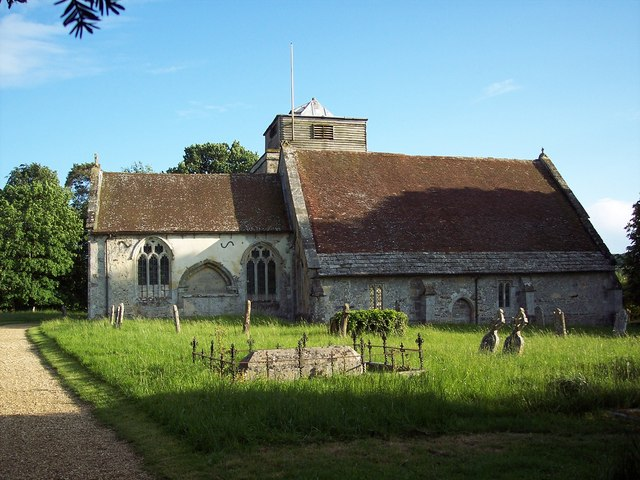
L'église saint-Georges.

L'église paroissiale, dédiée à saint Georges, date de l'époque normande. Les parties les plus anciennes sont la partie inférieure de la tour et le couloir nord (XIIe siècle). Au XIIIe siècle, le chœur fut apparemment reconstruit et un couloir sud fut ajouté à la nef. La tour fut presque reconstruite à cette époque. Le bas-côté nord et le transept du XIIe siècle ont probablement été démolis au XVe siècle et le couloir existant a été remplacé. L’église présente de rares caractéristiques dont un cadran solaire canonique et un bas-relief de saint George.